# ایوانا بوجدووا
ایوانا بوجدووا (انگلیسی: Ivana Bojdová؛ زادهٔ ۲۷ مهٔ ۱۹۸۵) بازیکن فوتبال اهل اسلواکی است.
وی همچنین در تیم ملی فوتبال Slovakia بازی کرده‌است.